# Wolf Ackva
Wolf Ackva (1911 à Montigny-lès-Metz - 2000 à Fahrenzhausen) est un comédien allemand. Il tourna dans plus de 70 films et téléfilms entre 1935 et 1996.

## Biographie
Wolf Ackva voit le jour le 30 juillet 1911, à Montigny-lès-Metz, en Lorraine annexée. Il commence à travailler à Berlin pour la maison d'édition Mosse. En 1931, il prend ensuite des cours de théâtre à Munich avec le metteur en scène Otto Falckenberg. Il poursuit sa carrière à Berlin et à Königsberg dans les années 1930. Enrôlé comme soldat durant la Seconde Guerre mondiale, il rentre de captivité en 1948.
Ackva connaît son premier grand succès au théâtre à Munich, en 1950, avec le rôle de « Fred » dans la pièce de Jean-Paul Sartre La Putain respectueuse. Toujours à Munich, il interprète encore La Visite de la vieille dame (Der Besuch der alten Dame) de Friedrich Dürrenmatt dans les années 1950. 
Souvent en tournée, les rôles les plus célèbres de Wolf Ackva sont sans doute le rôle de Werle dans la pièce d'Henrik Ibsen Le Canard sauvage (Vildanden) ou encore celui de Sir Wilfrid Robarts dans Témoin à charge (Zeugin der Anklage) d'Agatha Christie. 
Wolf Ackva travaille en outre comme acteur au cinéma et à la télévision. Au cinéma, il apparaît notamment dans Nachts auf den Straßen (1952) et dans Rommel ruft Kairo (1959). À la télévision, il est connu surtout pour son interprétation du commissaire Steiner, dans la série Die seltsamen Methoden des Franz Josef Wanninger.   
Enfin, Wolf Ackva travaille aussi dans le cinéma dans la post-synchronisation. Il prête sa voix à Henry Fonda, Clark Gable, Marcello Mastroianni, Gregory Peck, Dirk Bogarde ou Vincent Price. Il double aussi plusieurs personnages dans les films de James Bond, de L'homme au pistolet d'or à Permis de tuer.
Wolf Ackva meurt le 16 janvier 2000 à Fahrenzhausen, en Bavière.

## Filmographie
- 1936 : Glückskinder
- 1939 : Irrtum des Herzens
- 1939 : Hurra! Ich bin Papa!
- 1951 : Hanna Amon
- 1952 : Nachts auf den Straßen
- 1954 : Die verschwundene Miniatur
- 1955 : Der Hund von Baskerville
- 1955 : Banditen der Autobahn
- 1958 : Les Diables verts de Monte Cassino
- 1959 : Rommel ruft Kairo
- 1961 : Gestatten, mein Name ist Cox
- 1961 : Vorsätzlich
- 1964 : Das Kriminalmuseum – Der stumme Kronzeuge
- 1964 : Hafenpolizei – Reisebegleiterin gesucht
- 1965 : Die seltsamen Methoden des Franz Josef Wanninger
- 1968 : Claus Graf von Stauffenberg
- 1968 : Graf Yoster gibt sich die Ehre
- 1969 : Venus im Pelz
- 1973 : Les Nouvelles Aventures de Vidocq, épisode "Les Deux Colonels" de Marcel Bluwal
- 1974 : Schulmädchen-Report. 8. Teil : Was Eltern nie erfahren dürfen
- 1974 : Graf Yoster gibt sich die Ehre – Der Papageienkäfig
- 1976 : Anita Drögemöller und die Ruhe an der Ruhr (de)
- 1977: Inspecteur Derrick: L'imposture (Yellow He), série télévisée [3]
- 1980 : Le Comte de Monte-Cristo
- 1989 : Das Spinnennetz
- 1993 : Ludwig 1881

## Sources
- Hermann J. Huber: Langen-Müllers Schauspieler-Lexikon der Gegenwart, Langen-Müller, München-Wien, 1986.
- Thomas Bräutigam: Wolf Ackva, in Stars und ihre deutschen Stimmen. Lexikon der Synchronsprecher, Schüren, Marburg, 2009 (p. 45-46).
- Wolf Ackva. Nachruf in: Deutsches Bühnen-Jahrbuch, 109. Jahrgang 2001 – Spielzeit 2000/2001. Das große Adressbuch für Bühne, Film, Funk, Fernsehen. Genossenschaft Deutscher Bühnen-Angehöriger im Verlag der Bühnenschriften-Vertriebs-Gesellschaft, Hambourg 2001 (p. 843).